# Masacre de la plaza Nisour
La masacre de la plaza Nisour tuvo lugar el 16 de septiembre de 2007 en Bagdad, Irak, cuando empleados armados de la empresa militar privada Blackwater Security Consulting (hoy Constellis), bajo contrato directo del estado de Estados Unidos, abrieron fuego contra civiles iraquíes mientras escoltaban un convoy diplomático. El resultado fue de 17 personas asesinadas y al menos 20 heridas. Los disparos no solo cobraron vidas inocentes, sino que también revelaron la impunidad con que operaban los actores privados al servicio del poder estatal en contextos de ocupación.
Los responsables afirmaron haber respondido a una emboscada, pero investigaciones posteriores, incluido un informe del FBI, concluyeron que al menos 14 de las víctimas fueron ejecutadas sin justificación. El propio Departamento de Estado reconoció la pérdida de "vidas inocentes". La versión oficial del gobierno iraquí, apoyada por testigos y peritajes locales, sostuvo que el ataque fue completamente injustificado.
La reacción del aparato estatal estadounidense fue tardía y tibia: la licencia de operación de Blackwater fue suspendida brevemente, y recién en 2014 —siete años después— cuatro empleados fueron condenados en tribunales federales por cargos de asesinato, homicidio y violaciones a la ley de armas. No obstante, en 2020, todos ellos fueron indultados por el presidente Donald Trump, consolidando así un ciclo de violencia sin consecuencias reales para los operadores del sistema.
Este episodio no solo refleja el abuso de poder de contratistas armados en zonas de conflicto, sino también la complicidad de los Estados que externalizan su violencia, eximiéndose de responsabilidades directas mientras garantizan protección legal y política a quienes ejecutan su voluntad. La masacre de Nisour Square no fue una anomalía, sino una expresión más del desequilibrio entre poder armado, intereses estatales y derechos humanos en tiempos de guerra.